# Мінц Володимир Михайлович
Володимир Михайлович Мінц (латис. Vladimirs Mincs, ім'я при народженні Володимир (Вольф) Міхелевич Мінц, 4 [16] вересня 1872, Дінабург, Вітебська губернія, Російська імперія — лютий 1945, Бухенвальд, Німеччина) — латвійський хірург, вчений-медик і громадський діяч.

## Життєпис
Володимир Міхелевич Мінц народився 4 вересня (за старим стилем) 1872 року в Дінабурзі в єврейській родині. Батьки — купець другої гільдії Міхель Нохімович (Михайло Наумович) Мінц (народився 1838) та Елька Файвелівна (Ольга Павлівна) Мінц (уроджена Фрідлянд, народилася 1844). Середню освіту здобув у Ризькій міській гімназії (випуск 1890). Потім закінчив медичний факультет Юр'ївського університету (1895) і протягом року працював асистентом факультетської хірургічної клініки у професора Вернера фон Мантейфеля. У 1896 році захистив дисертацію на ступінь доктора медицини «Про розлад обертальних рухів після перелому передпліччя». Потім ще рік стажувався як хірург в Берліні в клініці Дж. А. Азріеля.
У 1897 році він повернувся до Російської імперії та почав працювати в хірургічній клініці Старо-Катерининської лікарні; у 1901 році очолив хірургічне відділення лікарні.
З 1905 року — приват-доцент Московського університету по кафедрі госпітальної хірургічної клініки, з 1917 року — професор оперативної хірургії та топографічної анатомії.
Під час Першої світової війни був керівником хірургічного відділення Головного Московського госпіталю.
У 1918 році він очолив групу лікарів, які лікували Леніна після замаху на його життя. Завдяки допомозі Леніна Мінцу було дозволено в 1920 році повернутися до Риги, де він працював у єврейській лікарні «Бікур-Холім» у 1924 році очолив її хірургічне відділення. З 1922 року — професор медичного факультету Каунаського університету.
У лютому 1926 року після замаху на радянських дипкур'єрів у Латвії оперував пораненого Йоганна Махмасталя.
Після окупації Латвії СРСР у 1940—1941 роках керував хірургічним відділенням у клініці Латвійського державного університету.
Після нацистського вторгнення в СРСР, у 1941—1943 роках жив у Ризькому гетто з дозволом днем перебувати в клініці. У 1943 році керував створеною в гетто лікарнею.
За відмову оперувати трьох німецьких офіцерів Мінц був переміщений до концтабору Кайзервальд, а в 1944 році депортований до Бухенвальду, де загинув у лютому 1945 року (за іншими відомостями — 12 листопада 1944 року).

## Наукова та громадська робота
Володимир Мінц опублікував понад 100 статей і книг по нейрохірургію, пластичну хірургію, ортопедію, гінекологію, урологію і онкологію. Його учнями був ряд латвійських хірургів, в тому числі Володимир Голберг, Генріх Шнейдер, Михайло Дублінський і Лев Хнох.
З 1904 до 1916 року Мінц був секретарем Всеросійського хірургічного товариства; з 1914 року — дійсним членом Міжнародного товариства хірургії. Редагував газету «Хірургічний Вісник».
В 1916 році на з'їзді хірургів Мінц демонстрував нову на той момент операцію з вилучення стороннього тіла з легень, а в 1926 році провів першу в Латвії хірургічну операцію з видалення частини легень.

## Родина
Генеалогія родини Мінц простежена з XVI століття на 17 поколінь і опублікована старшим братом Володимира Паулем Мінцем у книзі «Пізнання святих» в 1907 році. У Міхля Мінца було п'ятеро синів, троє з них (Пауль, Володимир і Наум) стали відомими в Латвії й за її межами людьми.
Пауль Мінц був юристом-правознавцем, очолював єврейське юридичне товариство в Ризі, обіймав різні посади в уряді Латвії. Загинув в 1941 році в одному з лагерів ГУЛАГу.

## Додаткова література
- ЦИАМ[ru] — Ф. 418. — Оп. 83. — Д. 202 (формулярный список, автобиография)